# Washita (rivière)
Pour les articles homonymes, voir Washita.
La Washita est une rivière des États-Unis dont le cours s'étend sur 475 km entre le nord du Texas (Texas Panhandle) et l'Oklahoma.

## Géographie
La rivière prend sa source dans le comté de Roberts au Texas, près de la ville de Miami, entre dans l'Oklahoma au niveau du comté de Roger Mills, traverse le lac Foss et se termine par le lac Texoma au confluent de la rivière Wichita et de la rivière Rouge du Sud.
La rivière passe à travers ou près des villes suivantes : Cheyenne, Clinton, Carnegie, Anadarko, Chickasha, et Pauls Valley.

## Histoire
En novembre 1868,  des troupes commandées par le lieutenant-colonel George Custer attaquèrent un village  cheyennes dont les guerriers avaient tué 300 pionniers au cours de l'été et emmené plusieurs otages. Custer avait ordonné de ne pas tirer sur les "civils" (non combattants) mais 53 femmes, enfants et vieillards furent tués par les éclaireurs shoshones en représailles au massacre d'un de leurs villages perpétré par les cheyennes. En outre on dénombra parmi les cheyennes morts pas moins de 13 chefs de guerre. (David Cornut: Little bighorn, autopsie d'une bataille légendaire).